# Air sparging
L’air sparging è una tecnica utilizzata in situ per la bonifica dei terreni e delle falde acquifere contaminate mediante l'immissione d'aria in pressione su pozzi trivellati nella zona contaminata.

## Meccanismo
L'immissione forzata nel suolo inquinato causa un gorgogliamento dell'aria che penetra orizzontalmente e verticalmente nel terreno e nella falda provocando lo strippaggio (processo fisico di separazione) dei composti organici presenti nel liquido (acqua) e la volatilizzazione di quelli presenti negli interstizi del solido (terreno).

Le sostanze inquinanti vengono così spinte e trasportate verso la zona insatura dopo un processo di volatilizzazione indotto dal gorgogliamento stesso. Il moto di trasporto verso l'alto del gas volatilizzatosi viene inoltre facilitato dallo sviluppo di una zona di depressione in prossimità del pozzo di aspirazione. I gas sprigionati vengono poi assorbiti da un sistema di aspirazione che può sfruttare una tecnologia SVE, evitando così che gli agenti inquinanti si disperdano nelle zone limitrofe la zona da trattare.

## Principio
Il sistema nel suo complesso sfrutta la pressione e l'iniezione dell'aria pulita nella zona contaminata per favorire due tipi di azioni:
- la movimentazione dell'agente inquinante verso una zona dove è possibile estrarlo con una tecnica forzata (SVE);
- un processo di aerazione nella falda e nel terreno che favorisce i processi di degradazione microbica dell'agente contaminante ad opera dell'ossigeno fino a produrne la mineralizzazione.

L'azione di degradazione svolta dalla flora microbica aerobica nel terreno è favorita anche da fattori naturali come una buona presenza di acqua nel terreno, la presenza di ossigeno negli interstizi del terreno, un pH del terreno ottimale tra 5 e 9, la buona disponibilità di elementi nutritivi C, N, P.

## Struttura dell'impianto e condizioni operative
Dal punto di vista impiantistico, l'intero sistema prevede la creazione di due distinti pozzi:
- un pozzo soffiante (pozzo di sparging) dove si immette l'aria pulita in pressione;
- un pozzo di estrazione SVE (Soil Vapour Extraction) collegato ad una camera di trattamento gas in uscita per l'abbattimento o il trattamento dell'inquinante.

La pressione d'aria ottimale in ingresso nel pozzo soffiante è in genere di 0,35 bar, in relazione ad una portata di 8,5 m3/h, ma l'immissione ottimale dovrebbe avvenire per impulsi lenti e continui per favorire una maggiore miscelazione aria/acqua in funzione di una migliore attività microbica.
Il monitoraggio e la raccolta di informazioni prima e durante le operazioni di air sparging risultano pertanto di fondamentale importanza sia nella determinazione della concentrazione di agenti inquinanti nel sottosuolo (soprattutto idrocarburi), sia nella quantità di ossigeno presente nella falda.
La velocità dell'intero processo è influenzata, oltre che dalla volatilità dell'inquinante, dalla superficie specifica nel passaggio liquido-gas (Leggi di Fick) e sono pertanto molto influenti le dimensioni delle bolle d'aria iniettate.
Inoltre, è necessario controllare anche la temperatura sulle pressioni in gioco, poiché all'aumentare di questa aumenta la pressione di vapore degli agenti inquinanti. Il processo potrebbe essere quindi agevolato iniettando aria calda o vapore.
La tecnica di air sparging risulta tanto più efficiente quanto più è adattata alla situazione idrogeologica specifica del sito.
Per ottimizzare l'efficienza e i risultati è necessario far precedere alla messa in opera dell'intero sistema una fase di test pilota.
Questi test si compongono di una serie di impianti composti da:	
- un pozzo di immissione dell'aria atmosferica ("pozzo di sparging");
- i cosiddetti "piezometri", cioè dei punti per il costante monitoraggio della pressione interstiziale;
- componentistica varia, come: elettrovalvole, compressori, pressostati e regolatori di flusso.

I test vengono effettuati mediante l’immissione di aria atmosferica calibrando diverse portate e risultano utili per determinare se la falda è in pressione, il suo livello, la quantità di vapori organici, la quantità di ossigeno e anidride carbonica presenti. La necessità di effettuare numerose prove, onde evitare l'eventuale dispersione dell'inquinante, costituisce il vero fattore limitante nell'utilizzo di questa tecnologia che potrebbe pertanto risultare molto lunga nei tempi pre-bonifica.
Se il flusso d'aria attraverso la zona satura non si diffonde in modo uniforme e canalizzato, potrebbe verificarsi il movimento incontrollato delle sostanze pericolose verso zone incontaminate. 
Tale fenomeno è più probabile in presenza di idrocarburi con basso peso specifico, con terreni disomogenei o con presenza di falde in pressione.
Un'attenzione particolare va posta in caso di dosi consistenti di agenti inquinanti surnatanti (es. idrocarburi in sospensione), onde evitare che la spinta e il gorgogliamento provochino la dispersione del prodotto nelle zone limitrofe.
In tal caso si fa precedere all'azione di air sparging la tecnica del soil venting per l'eliminazione dell'inquinante nella sua parte più grossolana.